# Восточная Байонна
Восточная Байонна (фр. Bayonne-Est) — упразднённый французский кантон, находился в регионе Аквитания, департамент Атлантические Пиренеи. Входил в состав округа Байонна.
Код INSEE кантона — 6406. В кантон Восточная Байонна входила часть коммуны Байонна.

## Население
Население кантона на 2012 год составляло 13 218 человек.
| 1962 | 1968 | 1975 | 1982 | 1990   | 1999   | 2006   | 2012   |
| ---- | ---- | ---- | ---- | ------ | ------ | ------ | ------ |
| —    | —    | —    | —    | 11 002 | 11 153 | 13 056 | 13 218 |